# Eisenbahnunfall von Meerbusch-Osterath
| Streckennummer (DB): | 2610          |                    |                    |
| Streckengeschwindigkeit: | 140 km/h      |                    |                    |
| Zugbeeinflussung: | FV-DB, PZB 90 |                    |                    |
| |               |                    |                    |
| \| \| \| nach Krefeld \| \| \| \| 43,2 \| Meerbusch-Osterath \| Meerbusch-Osterath \| \| \| 42,4 \| Esig A \| Esig A \| \| \| 42,0 \| Unfallstelle \| Unfallstelle \| \| \| 41,4 \| Evsig a \| Evsig a \| \| \| 39,5 \| Sbk 201 \| Sbk 201 \| \| \| \| Weißenberg (Abzw) \| \| \| \| 37,2 \| Bksig \| Bksig \| \| \| \| von Neuss \| \| |               |                    |                    |
| Strecke |               | nach Krefeld       | nach Krefeld       |
| Bahnhof | 43,2          | Meerbusch-Osterath | Meerbusch-Osterath |
| Blockstelle | 42,4          | Esig A             | Esig A             |
| | 42,0          | Unfallstelle       | Unfallstelle       |
| Blockstelle | 41,4          | Evsig a            | Evsig a            |
| Blockstelle | 39,5          | Sbk 201            | Sbk 201            |
| Abzweig geradeaus, nach links und nach rechts |               | Weißenberg (Abzw)  | Weißenberg (Abzw)  |
| Blockstelle | 37,2          | Bksig              | Bksig              |
| Strecke |               | von Neuss          | von Neuss          |

Der Eisenbahnunfall von Meerbusch-Osterath ereignete sich am 5. Dezember 2017, als der Rhein-Münsterland-Express RE 7 auf einen vor ihm fahrenden Güterzug auffuhr. Mehr als 40 Personen wurden teilweise schwer verletzt.

## Ausgangslage

### Infrastruktur

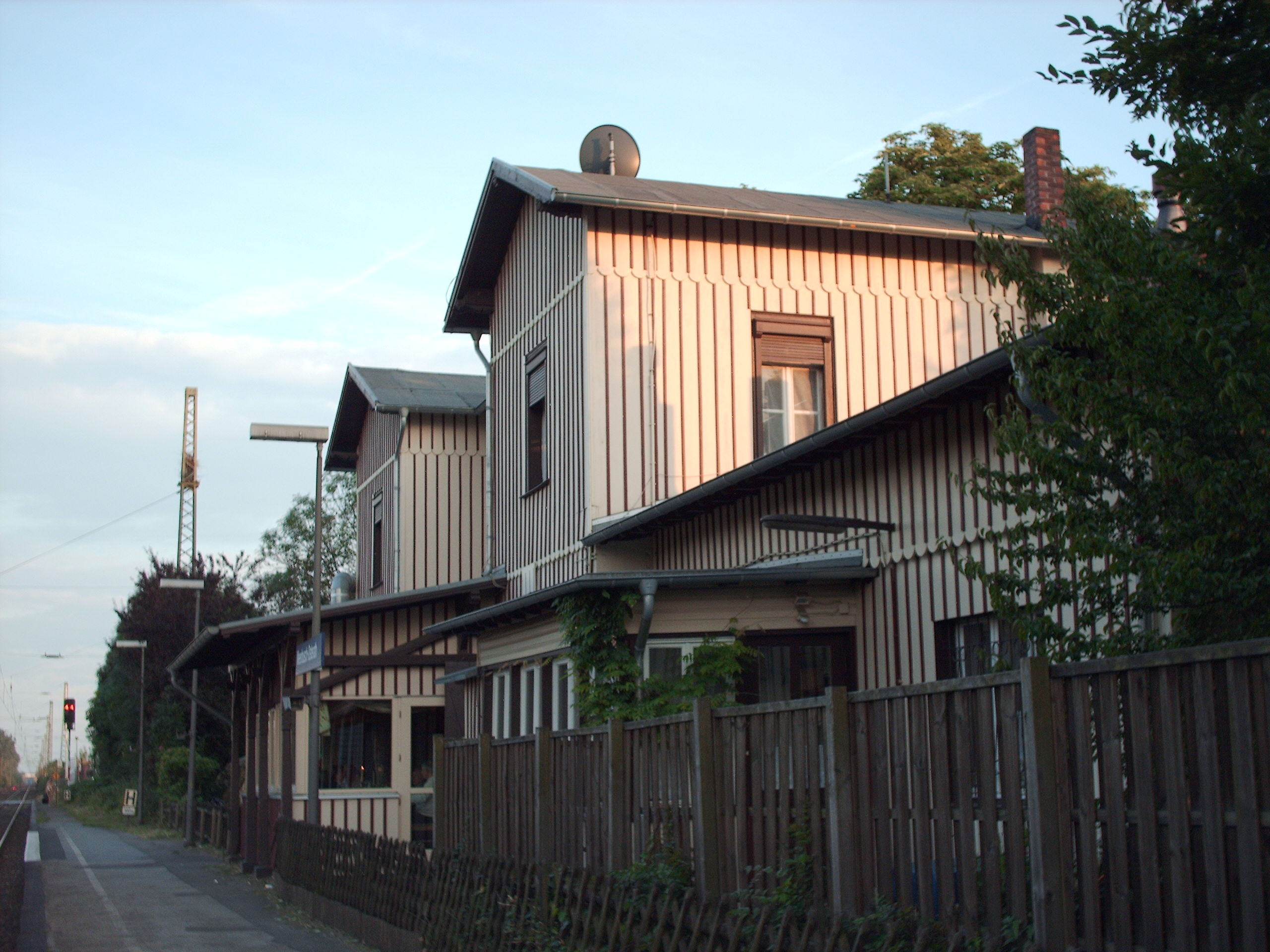
Bahnhof Meerbusch-Osterath mit Blickrichtung zur Unfallstelle (2007)

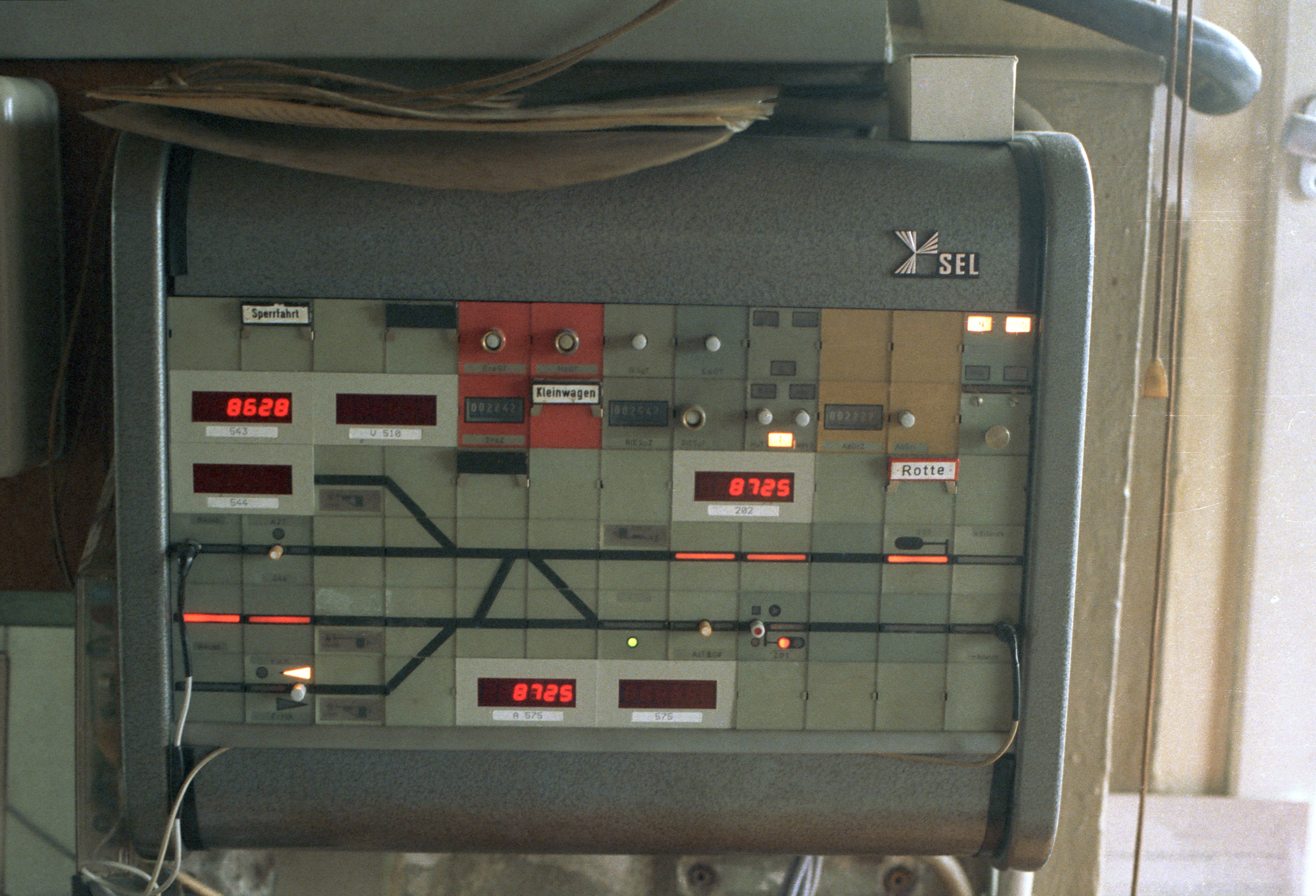
Stelltisch der Blockstrecke vom Abzweig Weißenberg (Neuss) nach Meerbusch-Osterath (1988)

Der Eisenbahnunfall ereignete sich auf der Linksniederrheinischen Strecke der DB Netz (VzG-Strecke 2610), einer zweigleisigen elektrifizierten Hauptbahn, zwischen Neuss Hauptbahnhof und Krefeld Hauptbahnhof kurz vor Kilometer 42,0. Im Unfallbereich lag die Strecke in einer Geraden und die zulässige Höchstgeschwindigkeit betrug 140 km/h. Das Betriebsverfahren war Zugmeldebetrieb nach Fahrdienstvorschrift (FV-DB). Das Zugbeeinflussungssystem war PZB 90.
Die beteiligten Stellwerke waren:
- das elektromechanische Stellwerk der Bauform E43 Abzw Weißenberg und
- das Relaisstellwerk der Bauform SpDr L60 Meerbusch-Osterath Of (Osterath Fahrdienstleiter).

Die Strecke zwischen den beiden Betriebsstellen war mit Streckenblock ausgerüstet. Das selbsttätige Blocksignal (Sbk) 201 lag in der Zuständigkeit der Fahrdienstleitung Weißenberg.

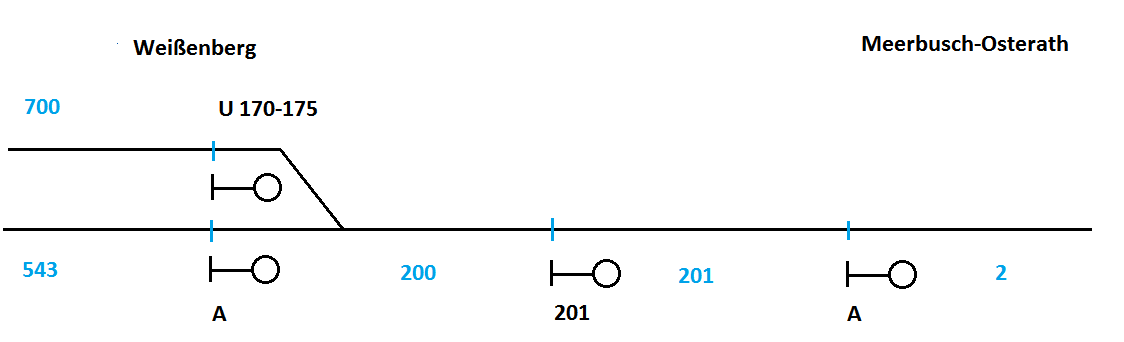
Zugfolgeabschnitte zwischen Weißenberg und Meerbusch-Osterath

Die Zugnummernmeldeanlage (ZN) der Bauart ZNP 801 spielt bei dem Unfall eine wichtige Rolle. Ein Zug von Neuss Hbf über Weißenberg nach Meerbusch-Osterath befährt dabei nacheinander die Abschnitte 543, 200, 201 und 2. Jedem Abschnitt ist in der ZN ein Feld zugeordnet, in dem die Zugnummer des Zuges, der sich im Abschnitt befindet, angezeigt wird. Die Abschnitte sind jeweils durch ein Hauptsignal voneinander getrennt. Zwischen 543 und 200 ist das Ausfahrsignal A in Weißenberg, zwischen 200 und 201 das Selbstblocksignal 201 und zwischen 201 und 2 das Einfahrsignal A des Bahnhofs Meerbusch-Osterath. In Weißenberg kann der Abschnitt 200 auch noch aus drei weiteren Abschnitten erreicht werden. Für den Unfall relevant ist nur der Abschnitt 700. Dies sind die Gleise 170 bis 175 des Bahnhofs Neuss Gbf. Da hier die Ausfahrt aus allen sechs Gleisen über ein Gruppenausfahrsignal U 170–175 erfolgt, gibt es in der ZN auch nur ein Feld 700.

### Beteiligte Fahrzeuge

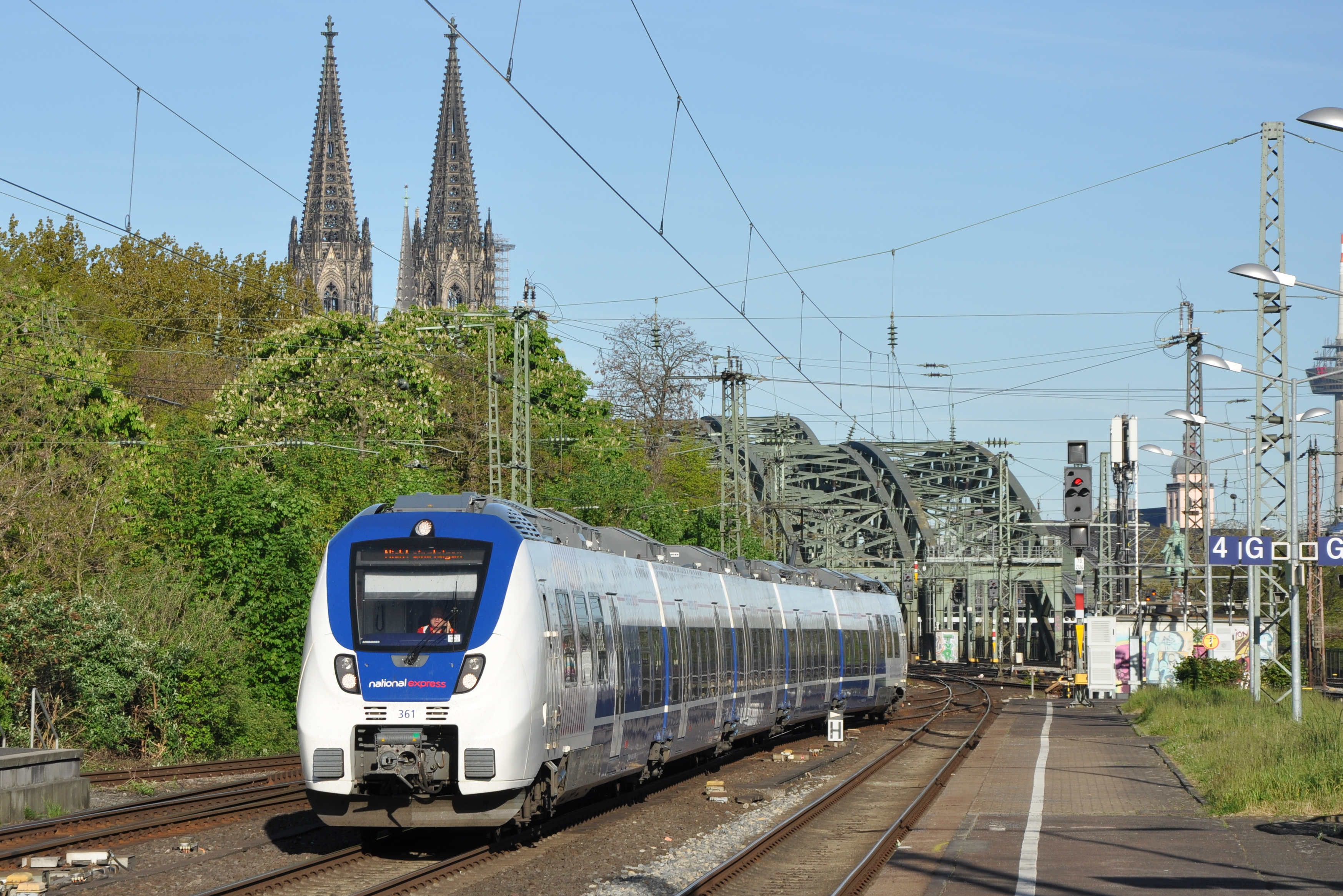
Der beim Unfall beschädigte vordere Triebzug mit der Betriebsnummer 361 in Köln (2016)

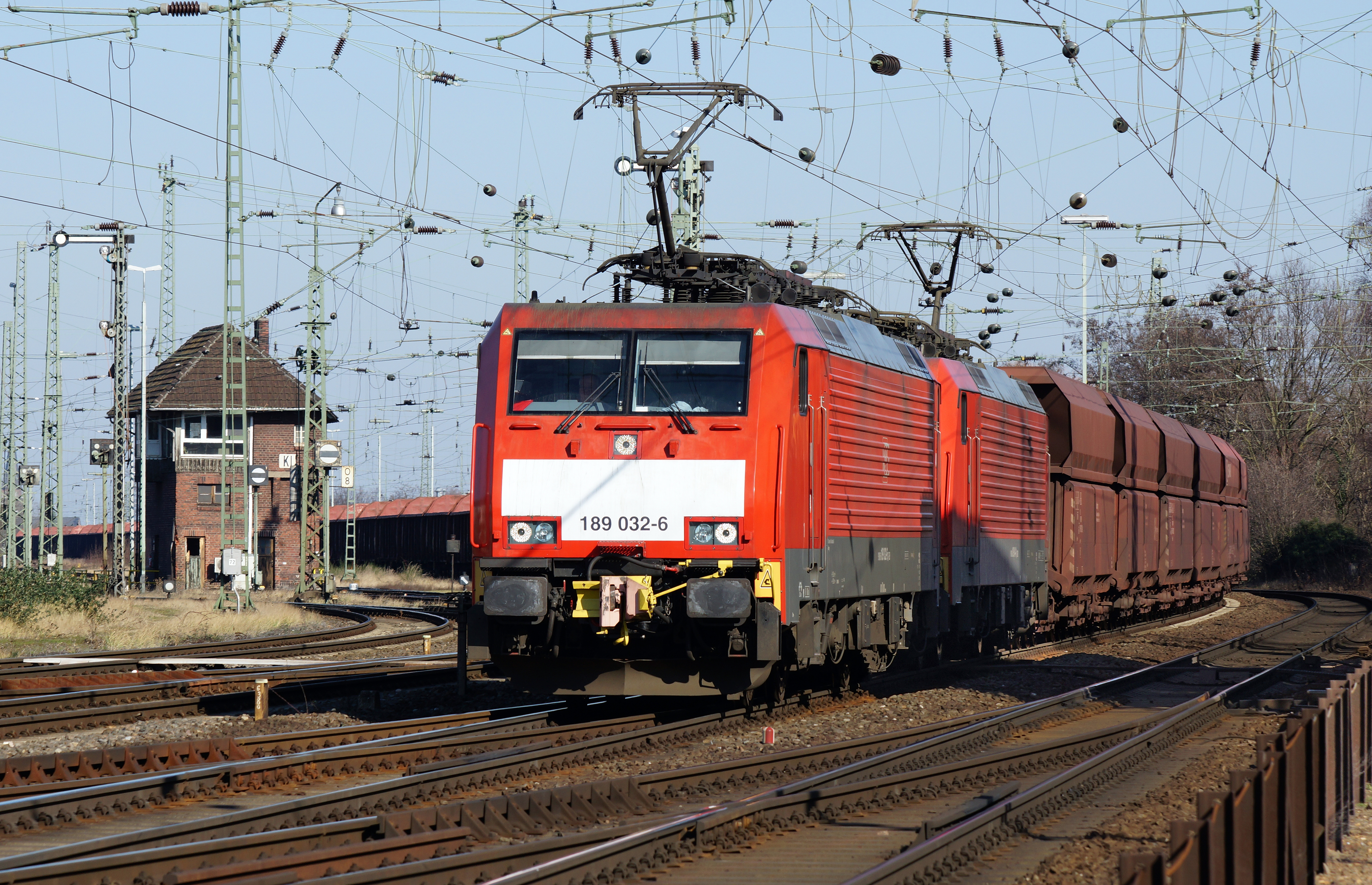
Ein Erzzug mit automatischen Mittelpufferkupplungen, wie er auf der Relation Dillingen–Rotterdam eingesetzt wird

Der nicht an der Kollision beteiligte Güterzug 95307 von Rheincargo fuhr in nördlicher Richtung auf Krefeld zu.
Ihm folgte in gleicher Fahrtrichtung der Güterzug GM 48714 (Dillingen (Saar) Hochofen – Rotterdam Maasvlakte Oost), der leere Schüttgutwagen (Falrrs) für den Erztransport beförderte. Eine Einheit dieser Wagen besteht aus zwei sechsachsigen Fahrzeugen, die über eine Kurzkupplung miteinander verbunden sind. An den Enden jeder Einheit befinden sich automatische Mittelpufferkupplungen. Der Güterzug GM 48714 musste vor dem Einfahrsignal A des Bahnhofs Meerbusch-Osterath in Kilometer 42,4 halten, weil der vor ihm liegende Blockabschnitt von dem Güterzug 95307 noch nicht geräumt war.
Der nachfolgende Personenzug DPN 32547 (Rhein-Münsterland-Express, RE 7, Rheine – Köln Hbf – Krefeld Hbf) bestand aus zwei fünfteiligen Triebzügen des Typs Talent 2 (Baureihe 9442/9443) des Eisenbahnverkehrsunternehmens National Express Rail GmbH. In dem Zug reisten 173 Fahrgäste. Der vordere Triebzug trug die Betriebsnummer 361, der hintere die Betriebsnummer 374.
Die Triebfahrzeugfahrt (Tfzf) 66365 sollte ebenfalls Richtung Krefeld fahren. Sie bestand aus einer Lokomotive der Baureihe 140 von DB Cargo. Aufgrund des Unfalls verkehrte diese Fahrt nicht mehr.
Vor dem Unfall standen die Züge 95307 und 66365 in je einem der Gleise 170 bis 175 in Neuss Gbf. Die Züge 48714 und 32547 fuhren hintereinander aus Richtung Neuss Hbf auf Weißenberg zu.

## Unfallhergang
Die Fahrdienstleiterin in Weißenberg stimmte gegen 19:00 Uhr die Zugfolge mit der Betriebszentrale in Duisburg ab. Zug 95307 sollte vor Zug 48714 Richtung Krefeld fahren.
Um 19:09 Uhr gab sie in das Feld 700 die Zugnummer 66365 ein und ließ dann den Zug 95307 ausfahren. Der Zug 95307 verkehrte nun in der ZN mit der falschen Zugnummer 66365. Dann ließ die Fahrdienstleiterin den Zug 48714 fahren.
Um 19:15 Uhr bereitete sie die Tfzf 66365 vor und gab diese Zugnummer nochmals in das Feld 700 ein. Dass sie die Zugnummer vorher schon einmal eingegeben hatte, war ihr wohl nicht bewusst. Zu diesem Zeitpunkt befand sich Zug 95307 (angezeigt als 66365) in Abschnitt 201 und Zug 48714 in Abschnitt 543. Da in der Zugnummernmeldeanlage eine Zugnummer nicht in mehreren Feldern gleichzeitig angezeigt werden darf und die manuelle Eingabe einer Zugnummer Priorität hat, wurde die Zugnummer 66365 aus dem Feld 201 gelöscht. Das Feld war nun leer – der Abschnitt aber trotzdem (von 95307) besetzt. Der Zug 66365 war in der ZN zwei Abschnitte nach hinten gesprungen.
Noch in der gleichen Minute passierte Zug 95307 das Einfahrtsignal A von Meerbusch-Osterath. Normalerweise wäre nun am Signal A die Zugnummer aus Feld 201 in das Feld 2 gewechselt. Da das Feld 201 aber leer war, erzeugte die ZN zur Fehleroffenbarung eine Fehlnummer als Zugnummer. In diesem Fall wurde die Fehlnummer F3612 in das Feld 2 eingetragen.
Um 19:16 Uhr wechselte Zug 48714 von Abschnitt 543 nach 200. Die Fahrdienstleiterin in Meerbusch-Osterath bemerkte offensichtlich die Fehlnummer in Feld 2 und korrigierte sie, indem sie in das Feld die Zugnummer 48714 eingab. Zug 95307 verkehrte nun in der ZN als Zug 48714. Die Zugnummer 48714 wurde aus Feld 200 gelöscht. Der Zug 48714 war dadurch um zwei Abschnitte nach vorne in Abschnitt 2 gesprungen. Die schnelle Korrektur der Fehlnummer widersprach dem Regelwerk. Die Fahrdienstleiterin hätte sich vor der Änderung vergewissern müssen, dass sich der Zug 48714 wirklich dort befand, wo sie ihn vermutete.
Um 19:17 Uhr bemerkte die Fahrdienstleiterin in Weißenberg, dass etwas nicht stimmte. Der Abschnitt 200 war belegt – es wurde aber keine Zugnummer angezeigt. Sie telefonierte mit ihrer Kollegin in Meerbusch-Osterath und versuchte, die Situation zu klären. Sie verlangte von der Kollegin eine Rückmeldung für den Zug 48714. Da gerade der Zug 95307 durch Meerbusch-Osterath fuhr, meldete die Kollegin fälschlicherweise den Zug 48714 zurück.
Der Zug 32547 kam im Abschnitt 543 vor dem Signal A in Weißenberg zu stehen. Der Zug 48714 passierte das Selbstblocksignal 201 und erzeugte in der ZN die neue Fehlnummer F3565. Später kam der Zug vor dem Einfahrtsignal des Bahnhofs Meerbusch-Osterath zu stehen.
Die Fahrdienstleiterin in Meerbusch-Osterath und ihre Kollegin im rückwärtigen Stellwerk Weißenberg gingen nun beide davon aus, dass der entsprechende Abschnitt der Strecke frei sei. Gemeinsam versuchten sie erfolglos, durch Hilfsbedienungen die Rotausleuchtung zu beseitigen. Da das selbsttätige Blocksignal (Sbk) 201, das den Zugfolgeabschnitt, in dem der Güterzug GM 48714 stand, gegen folgende Zugfahrten schützte, weiterhin auf Halt stand, ging die Fahrdienstleiterin in Weißenberg von einer technischen Störung aus und erlaubte die Vorbeifahrt des Regional-Express an dem Halt zeigenden Signal als Zugfahrt mit besonderem Auftrag. Hierzu bediente sie das Ersatzsignal (Zs 1). Sie versäumte dabei allerdings, dem Triebfahrzeugführer den Befehl zum Fahren auf Sicht zu erteilen, was diesen auf eine Höchstgeschwindigkeit von 40 km/h beschränkt hätte. In der Annahme, die vor ihm liegende Strecke sei frei, beschleunigte er bis auf 120 km/h, bevor er den vor ihm im Gleis stehenden Güterzug wahrnahm. Dieser war gerade wieder angefahren. Der Triebfahrzeugführer des Personenzuges leitete noch eine Schnellbremsung ein, flüchtete nach hinten und warnte dabei die Fahrgäste. Um 19:27 Uhr fuhr der Triebzug mit etwa 85 km/h auf den Güterzug auf. Drei Wagen des Güterzugs wurden schwer beschädigt, zwei seitlich in das angrenzende Feld geschleudert; die Hauptluftleitung zum vorderen Zugteil riss. Der Güterzug kam dadurch kurz danach zum Stehen. Der erste Teil des auffahrenden Talent-2-Triebzuges 361 knickte in der Längsachse, entgleiste und wurde schwer beschädigt. Sein nach der Crashsicherheitsnorm DIN EN 15227 ausgelegter Führerstand blieb bei der Kollision relativ unversehrt.

## Folgen

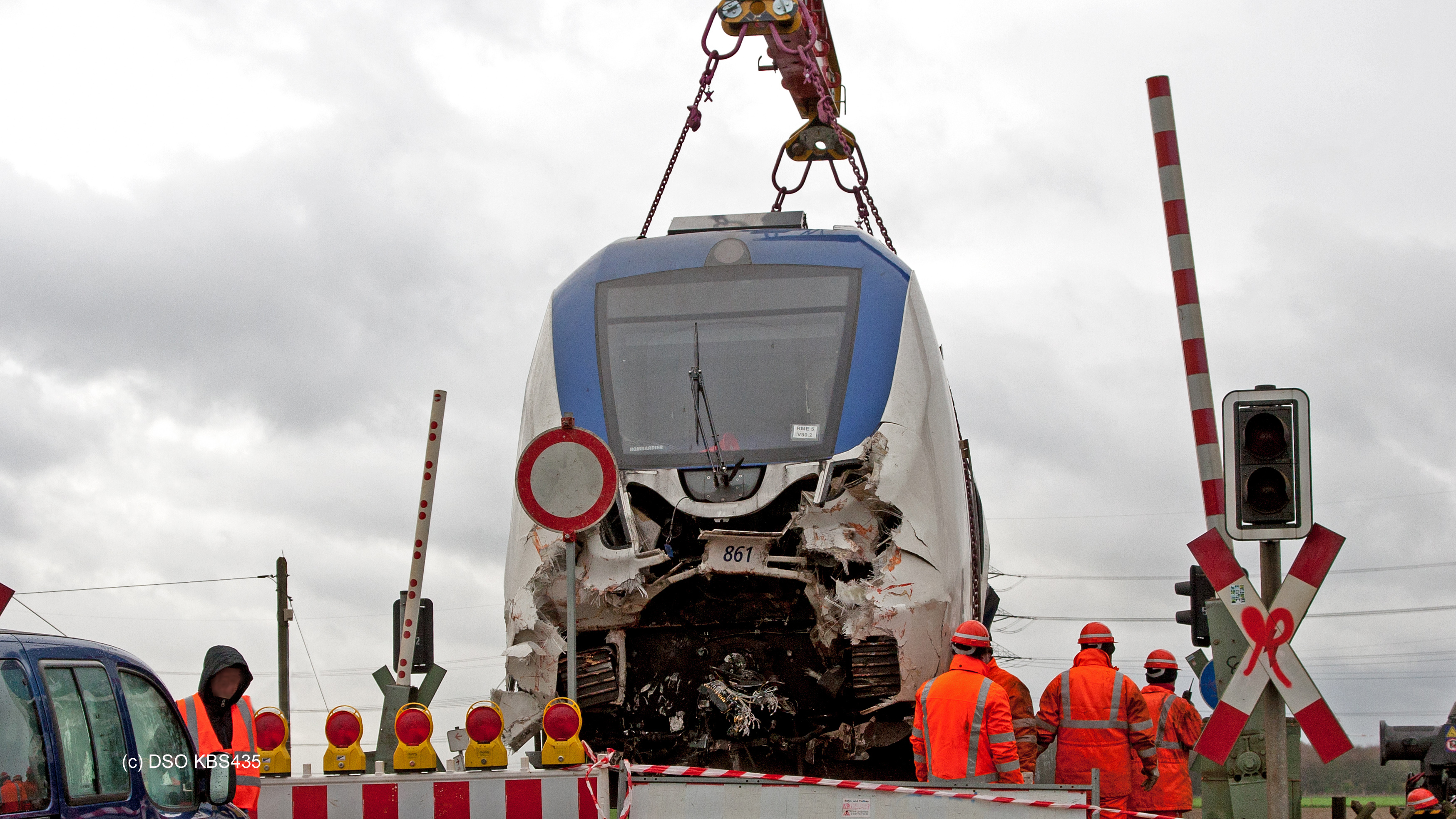
Der zerstörte Personenzug

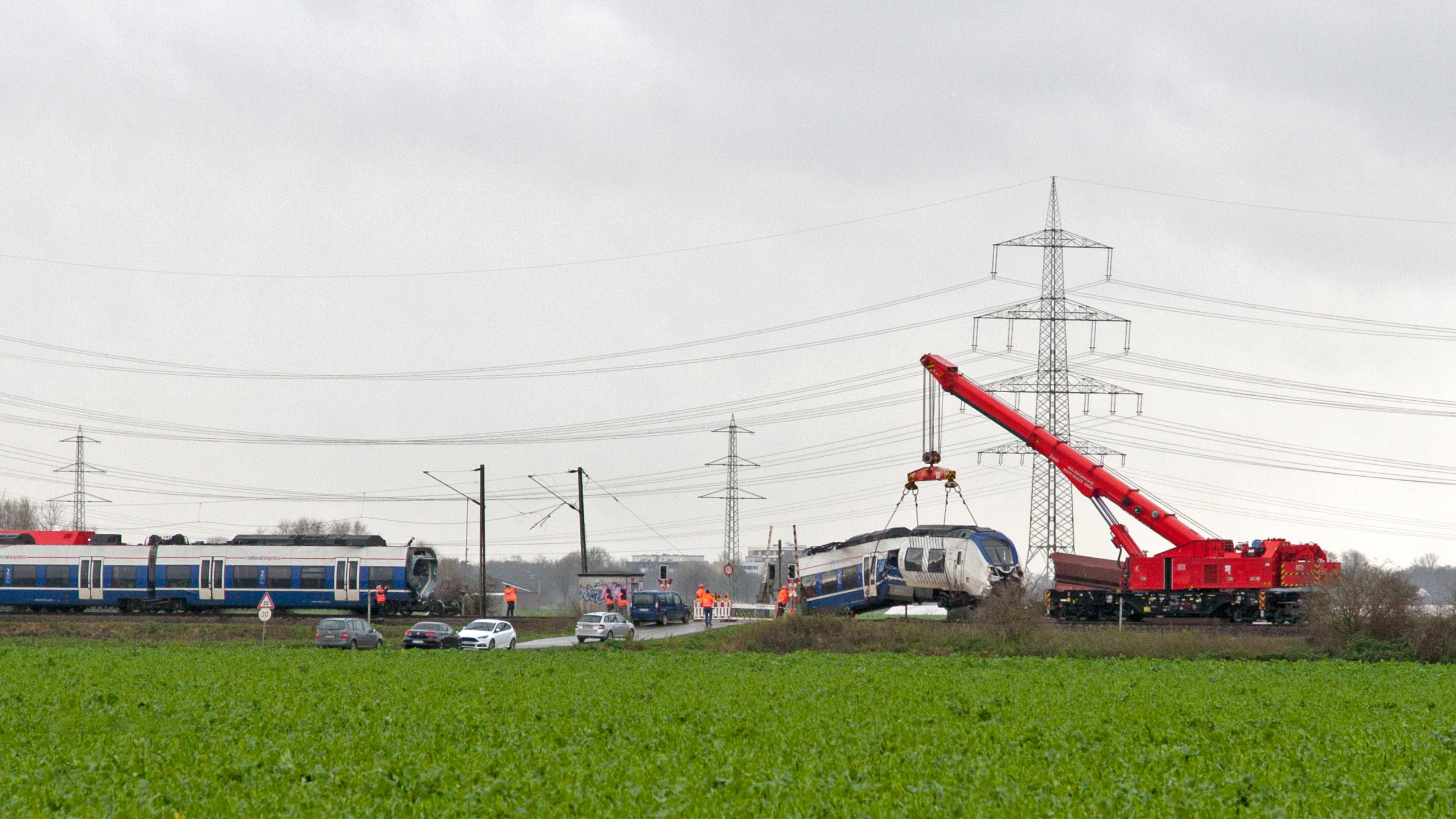
Bergungsarbeiten an der Unfallstelle nahe Meerbusch, 8. Dezember 2017

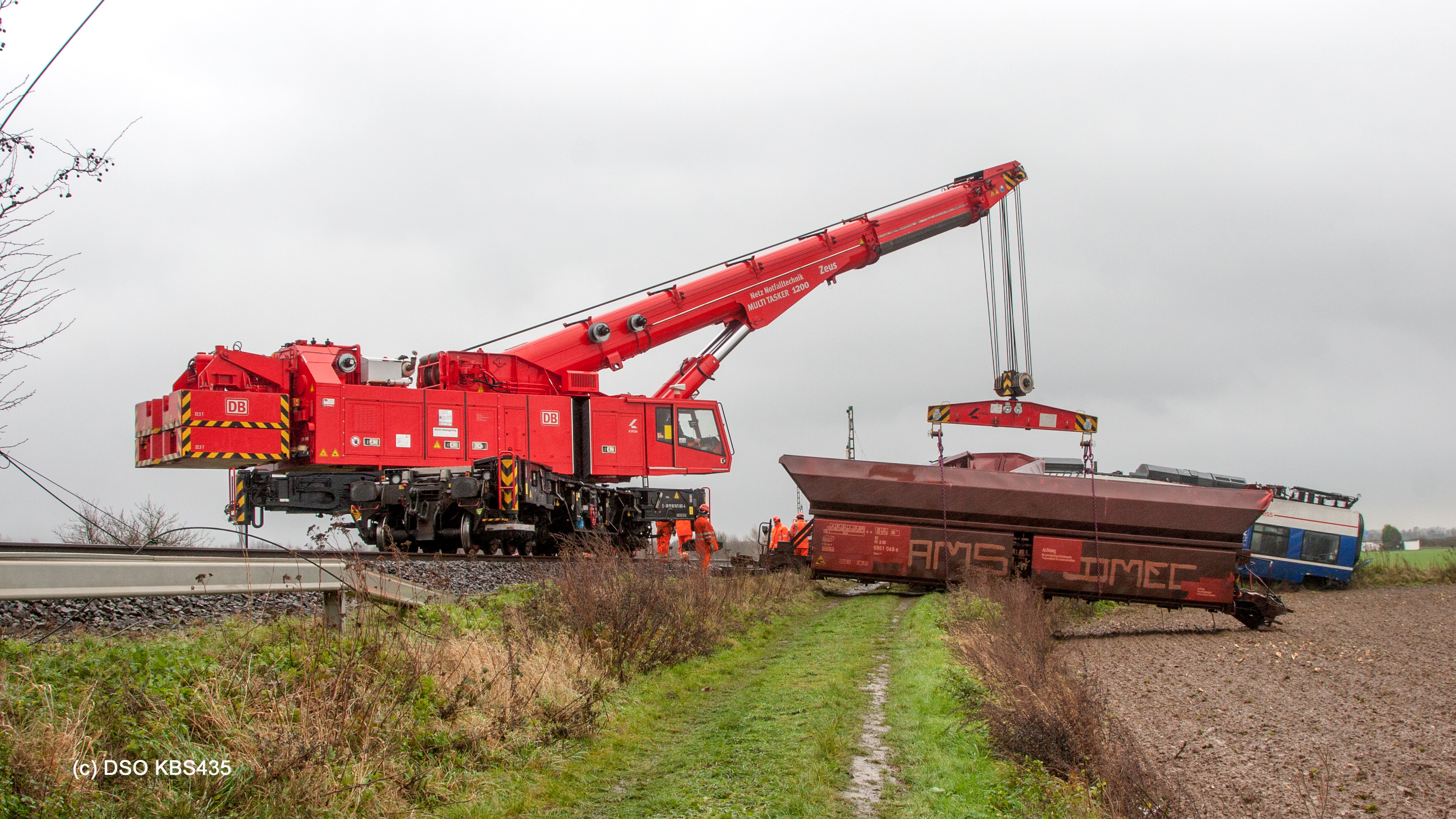
Bergungsarbeiten an der Unfallstelle nahe Meerbusch, 8. Dezember 2017

Durch den Unfall wurden 4 Personen schwer und etwa 35 Personen leicht verletzt.
Es wurde ein Alarm mit dem Stichwort Massenanfall von Verletzten ausgelöst. Die Rettung der Passagiere gestaltete sich schwierig, da bei dem Unfall die Oberleitung abgerissen wurde. Auch nach sofortigem Abschalten der Fahrleitung durften die Einsatzkräfte die Gleise nicht betreten, weil die Oberleitung noch nicht bahngeerdet war. Der zuständige Notfallmanager der Deutschen Bahn traf erst 50 Minuten nach dem Zusammenstoß am Unfallort ein. Es dauerte daher 105 Minuten, bis die Rettungskräfte den Zug betreten und Hilfe leisten konnten. Die Bergung der Verletzten dauerte bis gegen Mitternacht. Die Strecke blieb nach dem Unfall – allerdings auch wegen anderer, geplanter Bauarbeiten – bis zum 16. Dezember gesperrt.
Das folgende Ermittlungsverfahren gegen die beiden Fahrdienstleiterinnen wurde 2019 durch einen Strafbefehl mit einer Geldstrafe beendet.
Infolge des Unfalls gab die DB Netz AG 2018 eine betriebliche Mitteilung heraus, die durch eine neue Regelung das Risiko für ähnliche Unfälle reduzieren soll. Falls aufgrund von Unregelmäßigkeiten an Signalanlagen Zugfahrten nur mit besonderem Auftrag zugelassen werden können, muss seitdem für den ersten Zug, der den betroffenen Abschnitt befährt, zusätzlich Fahren auf Sicht angeordnet werden.